# Walter Reginald Brook Oliver
Pour les articles homonymes, voir Oliver.
Walter Reginald Brook Oliver est un botaniste et un ornithologue australo- néo-zélandais, né le 7 septembre 1883 à Launceston et mort le 16 mai 1957 à Wellington.

## Biographie
Sa famille s’installe en Nouvelle-Zélande en 1896. Il travaille dans les douanes de 1900 à 1914. Vers 1905, il commence à s’intéresser à la botanique et participe, en 1907-1908, à une expédition dans les îles Kermadec. Il visite les îles Chatham (1909), l’île Stewart (1910) et l’île Lord Howe.
Durant la Première Guerre mondiale, Oliver sert en France (1917-1918) avant de réintégrer les douanes. En 1920, il est embauché comme assistant au Muséum du Dominion à Wellington.
Il obtient son Bachelor of Sciences (1927) et son Master of Sciences (1928) à l’université Victoria de Wellington. Il devient alors directeur du Muséum du Dominion. En 1934, il obtient son Doctorat of Sciences à l’université de Nouvelle-Zélande.
Il décrit de nouvelles espèces dont le Tasmacète de Shepherd (1937) et le Gorfou des Snares (1953).
Il est membre de la Royal Society of New Zealand (1927) et préside cette dernière de 1952 à 1954 ainsi que la Royal Australasian Ornithologists Union en 1943-1944.

## Liste partielle des publications
- 1930 : New Zealand Birds (réédité en 1955).
- 1949 : The Moas of New Zealand and Australia.

## Source
- (en) Bright Sparcs (biographie)